# Тит Флавий Клавдиан
Тит Флавий Клавдиан (на латински: Titus Flavius Claudianus) е политик и сенатор на Римската империя през 2 век.

## Биография
Произлиза от знатния римски род Флавии.
През 179 г. Клавдиан е суфектконсул заедно с Луций Емилий Юнк. В периода 204 – 207 г., по времето на императорите Септимий Север и Каракала, e управител (legatus Augusti pro praetore Thraciae) на провинция Тракия.